# Ligne S6 du trolleybus de Lyon
La ligne Soyeuse 6, anciennement nommée ligne 6, est une ligne de bus des transports en commun lyonnais qui effectue la desserte des pentes de la Croix-Rousse entre l'Hôtel de Ville de Lyon et la place de la Croix-Rousse. Elle dessert les 1er et 4e arrondissements de Lyon.
La ligne est équipée de midibus Heuliez GX 137. Avant l'introduction de ces derniers, 
elle était équipée de trolleybus MAN-Kiepe-NMT NMT 222. Les caténaires nécessaires au fonctionnement des trolleybus sont encore visibles sur la ligne aujourd'hui, bien qu'ils ne soient plus utilisés.

## Historique

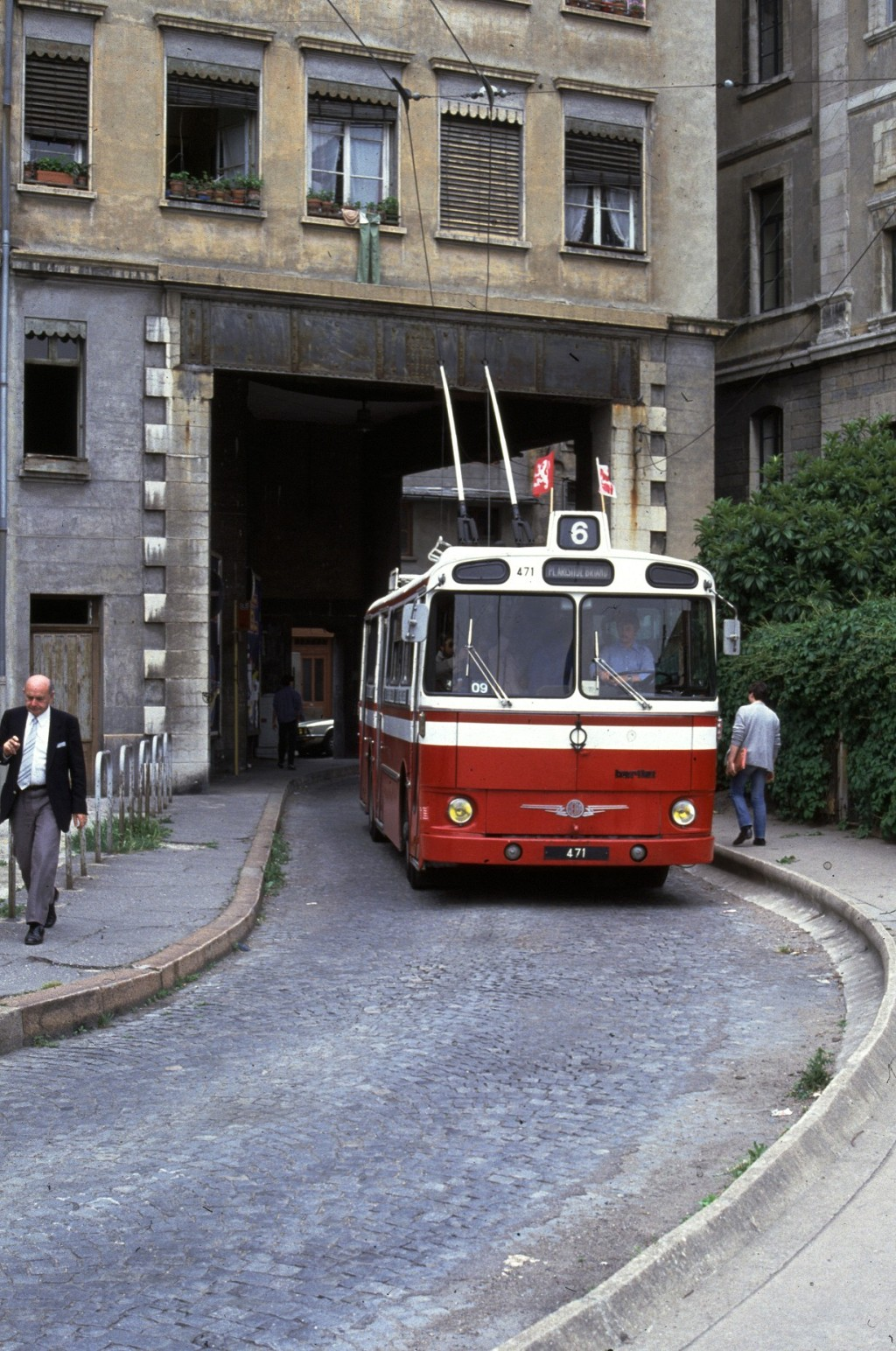
Un Vetra/Berliet VBH85 circulant sur la ligne 6 en 1981

La ligne 6 est née de la concession à l'OTL par l'État le 17 mai 1879 du réseau initial de tramway de Lyon. Elle allait alors de la place des Terreaux à la gare de Vaise Cette ligne, inaugurée le 30 octobre 1880 a finalement fusionné avec la ligne 3, qui allait des Cordeliers à la mairie de Villeurbanne (à cette époque située sur l'actuelle place Grandclément), le 17 janvier 1907 pour constituer la ligne Gare de Vaise - Villeurbanne Mairie.
Dès 1904, l'OTL avait pris le contrôle de la ligne de funiculaire de la rue Terme sur les pentes de la Croix-Rousse. Or la gare basse de ce funiculaire était située à l'écart du réseau de tramway. Afin d'attirer une clientèle supplémentaire vers le funiculaire, mais aussi de desservir les pentes très peuplées de la colline restés à l'écart des modes de transport modernes, l'OTL envisage la création d'une ligne entre la place du Pont (aujourd'hui place Gabriel Péri) et la place du Commandant Arnaud. Ce projet avait aussi le mérite de rétablir la liaison directe entre la Place du Pont et les Terreaux qui avait été supprimé par le prolongement de la ligne 3.
Cependant, la définition d'un tracé acceptable pour une ligne de tramway dans les pentes de la Croix-Rousse fut particulièrement difficile. La pente très forte de ce secteur et la largeur des rues ont conduit à prévoir entre la place des Terreaux et le Boulevard de la Croix-Rousse un tracé comprenant 5 virages en épingles à cheveux pour lesquels la voie va d'un côté à l'autre de la chaussée, un viaduc en site propre, le passage au travers d'un immeuble et, de par des tracés différenciés des deux sens de circulation, une pente de 11 % et une rampe de 9 %.
Le 3 février 1912, la ligne fonctionne entre la place du Pont et la rue des Carmélites par le cours de la liberté, le pont Lafayette, les rues de la République, du Bât d'Argent ou Joseph Serlin (en fonction du sens de circulation), la place des Terreaux, les rues d’Algérie ou Sainte-Marie des Terreaux et Sainte-Catherine (en fonction du sens de circulation), Terme, Burdeau, et Lucien Sportisse.
Le 16 février 1912, après mise en service du viaduc en béton armé procédé Hennebique réservé à double voie et du site propre traversant un immeuble, la ligne atteint la place Colbert. Après avoir emprunté le site propre, elle passe en voie unique avec des évitements par les rues Neyret, Imbert Colomès, et Diderot.
Enfin, le 27 juillet 1912, la ligne atteint la place du Commandant Arnaud par les rues Mottet de Gérando ou Bodin (en fonction le sens de circulation) et de Belfort.
Les rampes et pentes très importantes pour une ligne de tramway ont toujours interdit l'emploi de remorques, mais la ligne n'a pas connu d'accident grave lié au relief.
La ligne circule pendant plusieurs décennies sans histoire notable, mais son tracé slalomant sur la chaussée gène le développement de la circulation automobile. Aussi, le 10 mai 1948, les tramways cessent de circuler et la ligne est fermé en vue de sa conversion en ligne de trolleybus et son prolongement vers le nord. Les trolleybus Renault-Vétra type C commenceront à circuler le 1er août 1948 entre la Place du Pont et le haut de la montée de la Boucle.

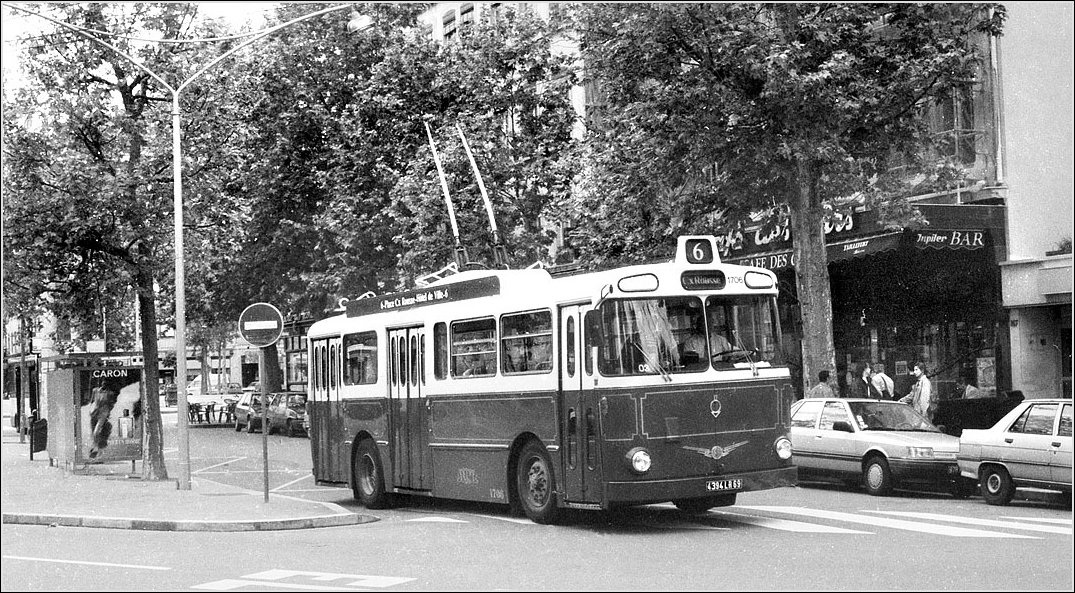
Un VHB85 en 1996

Au cours du temps, la ligne voit son tracé évoluer légèrement en fonction des contraintes de circulation, sans que ses terminus évoluent. Le 25 octobre 1974, elle est prolongée de la Place du Pont à la place Aristide Briand par le cours Gambetta, puis le 12 juillet 1976 de l'hôpital de la Croix-Rousse à Montessuy (Caluire-et-Cuire). La ligne a alors atteint sa plus grande longueur. Les années qui suivent marquent son raccourcissement drastique. Le 22 novembre 1982 la ligne est limitée au tronçon entre Bellecour et Montessuy, puis le 10 décembre 1984, elle est limitée au parcours actuel entre l'hôtel de ville et la place de la Croix-Rousse.
Ce raccourcissement de la ligne est lié à plusieurs facteurs: d'une part, le vieillissement du matériel roulant (les trolleybus VBH85 ont remplacé les type C en 1963), alors qu'il n'existe pas sur le marché français de matériel équivalent pour le remplacer. Les 7 véhicules nécessaires à l'exploitation subiront d'ailleurs une rénovation profonde afin de pouvoir continuer à assurer le service. Pour ménager le matériel, dès 1990, le service de soirée sera assuré par des minibus. d'autre part, l'étroitesse des rues des pentes de la Croix-Rousse, combiné à un stationnement anarchique nuisait fortement à la régularité de la ligne. La transformation de cette ligne en simple desserte locale au lieu de conserver son statut d'axe de transit, reporté sur des lignes moins contraintes, permettait d'améliorer la desserte globale.
Durant la seconde moitié des années 1990, alors que les trolleybus VBH85 nécessitaient soit un remplacement, soit une reconstruction lourde, le SYTRAL, leur propriétaire, avait envisagé de remplacer les trolleybus par des minibus. Cependant, cette idée suscita l'ire des habitants des pentes, très attachés à leur trolley. Après avoir cherché en vain un constructeur en France pour réaliser la petite série de véhicules nécessaire, le SYTRAL s'est tourné vers l'industrie suisse. Ainsi, le consortium Man-KIEPE-HESS a fourni en 1999 7 trolleybus modernes dédiés exclusivement à l'exploitation de la ligne 6. Ils ont permis le retrait définitif des VBH85 en janvier 2000.
Dans le cadre du projet Atoubus qui prévoit une restructuration du réseau en septembre 2011, la ligne 6 a été très peu touchée. Son itinéraire reste inchangé, mais son indice et sa représentation changent, la ligne 6 de couleur violette devient la ligne S6 de couleur verte.
Le 1er juin 2015, les arrêts Terreaux (sens de la montée) et Tobie Robatel (sens de la descente) ont fusionné sous le nom Terreaux - Tobie Robatel.

## Description de la ligne

### Tracé[10]

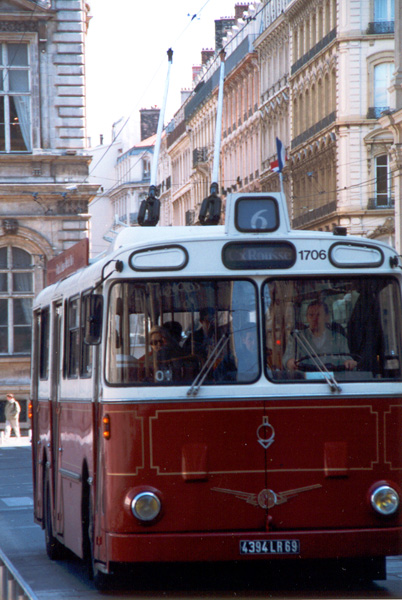
Un trolleybus VBH 85 à la fin de sa carrière (livrée rétro) place des Terreaux vers 1998

La ligne débute à la station Hôtel de ville, sur la rue de la République entre les rues Joseph Serlin et Pizay. Pour desservir cet arrêt, et repartir vers le terminus de la Croix-Rousse, les trolleybus font une boucle passant par les rues Joseph Serlin, de la République, de l'Arbre Sec et Édouard Herriot. Ils longent ensuite le côté sud de la place des Terreaux.
Compte tenu de l'étroitesse des rues, les deux sens de circulation se séparent momentanément. En direction de la Croix-Rousse, la ligne passe par l'est de la place puis la rue d'Algérie pour rejoindre l'autre sens sur la rue Lanterne. En direction d'Hôtel de Ville, la ligne emprunte les rues Lanterne et de Constantine.
La ligne entame alors sa montée en passant par la place de la Paix, les rues Terme, du Jardin des plantes, Burdeau et Lucien Sportisse.
Au carrefour de la montée des Carmélites et de la rue des Tables-Claudiennes, les deux sens de circulation se séparent une nouvelle fois. En direction de la Croix-Rousse, les trolleys circulent sur les rues des Tables-Claudiennes, Camille Jordan et Imbert Colomès et retrouver l'autre sens de circulation au carrefour de la rue Diderot. En direction d'Hôtel de Ville, la ligne quitte la rue Diderot pour la rue Imbert-Colomès. Après avoir franchi le carrefour avec la montée de la Grande-Côte, elle emprunte le site propre historique en passant sous un immeuble. Elle débouche alors sur le viaduc en pente construit initialement pour le tramway qui lui est toujours réservé et domine le site de l'Amphithéâtre des Trois Gaules. À l'extrémité basse du viaduc elle rejoint l'autre sens de circulation.
Reprenant la montée vers la Croix-Rousse par la rue Diderot, les trolleybus passent par la place Colbert, puis les rues Mottet de Gérando, d'Austerlitz et Aimé Boussange pour atteindre le boulevard de la Croix-Rousse connu pour son Gros Caillou, sa vogue des marrons et où ils effectuent leur terminus juste à l'est de la place de la Croix-Rousse.

### Liste des stations
|   |   |  | Stations                      | Communes desservies | Correspondances                                                                |
| - | - |  | ----------------------------- | ------------------- | ------------------------------------------------------------------------------ |
|   | O |  | Hôtel de Ville - Louis Pradel | Lyon 1er            | ,                                                                              |
|   | o |  | Terreaux - Tobie Robatel      | Lyon 1er            | , Correspondances à Terreaux - La Feuillée : , Correspondances à La Feuillée : |
|   | o |  | Mairie du 1er                 | Lyon 1er            | ,                                                                              |
|   | o |  | Jardin des Plantes            | Lyon 1er            | Bus TCL · Ligne S12                                                            |
| ↓ | o |  | Tables Claudiennes            | Lyon 1er            | Bus TCL · Ligne S12                                                            |
| ↑ | o |  | Neyret                        | Lyon 1er            | Bus TCL · Ligne S12                                                            |
|   | o |  | Pouteau                       | Lyon 1er            |                                                                                |
|   | o |  | Colbert                       | Lyon 1er            |                                                                                |
|   | o |  | Austerlitz                    | Lyon 4e             | Bus en mode C · Ligne C13                                                      |
|   | O |  | Croix-Rousse                  | Lyon 4e             | ,                                                                              |

## Exploitation

### Matériel roulant actuel
Faute d'offre de miditrolleybus plus récent pour remplacer les MAN-Kiepe-Hess NMT 222, des Heuliez GX 137 diesel équipent aujourd'hui la ligne.

### Ancien matériel roulant
La ligne 6 (puis S6) était exploitée avec sept miditrolleybus NMT 222 construits par Hess avec la coopération de Man et de Kiepe Elektrik sur la base raccourcie de l'Eurotrolley de Hess. Livrés en 1999 et 2000, ils ont permis de remplacer les Vétra-Berliet VBH 85 vieillissants qui furent mis en service en 1963, ces véhicules seront restés en service pendant presque trente-sept ans.
Ces trolleybus étaient numérotés de 1711 à 1717 car ils sont numérotés dans la même série que les VBH 85 restants qui avaient les numéros 1701 à 1707, numéros attribués après leur rénovation dans les années 1980.

### Tarification et financement
2€ le ticket